# محطة بوتوماك يارد
محطة بوتوماك يارد (بالإنجليزية: Potomac Yard station) هي محطة مترو تقع في أرلينغتون بولاية فرجينيا، الولايات المتحدة. تقع المحطة بين محطتي برادوك رود ومطار رونالد ريغان واشنطن الوطني، وهي تخدم منطقة بوتوماك يارد التي كانت سابقًا موقعًا صناعيًا وتحولت إلى منطقة تطوير حضري مختلط الاستخدام.
افتتحت المحطة رسميًا في 19 مايو 2023، وهي تُعد إحدى محطات التوسع القليلة التي أُضيفت إلى النظام منذ سنوات.

## الخلفية
كانت بوتوماك يارد سابقًا مركزًا رئيسيًا لتجميع القطارات، وكانت من أكبر ساحات السكك الحديدية في الساحل الشرقي. بعد إغلاقها في أواخر القرن العشرين، بدأ تطوير المنطقة إلى مشاريع سكنية وتجارية. ومع ازدياد الكثافة السكانية والحاجة إلى وسائل نقل جماعي، دُرِسَ إنشاء محطة مترو جديدة لتخدم هذه المنطقة.

## التخطيط والتمويل
تلقى المشروع دعمًا من عدة جهات محلية وفيدرالية، بما في ذلك مدينة الإسكندرية، وهيئة النقل في واشنطن العاصمة. بلغت تكلفة المحطة نحو 370 مليون دولار، بتمويل مشترك من المدينة، ومصادر فيدرالية، ومساهمات من المطورين العقاريين.

## التصميم
تتميز المحطة بتصميم حديث يراعي الاستدامة البيئية. تحتوي على رصيفين جانبيين، مع ممرات ومصاعد تتيح إمكانية الوصول لذوي الاحتياجات الخاصة. تقع المحطة على امتداد الخطين الأزرق والأصفر، وتخدم الركاب في الاتجاهين.

## الأثر
تُتوقع أن تسهم محطة بوتوماك يارد في تخفيف الازدحام المروري وتشجيع استخدام وسائل النقل العام، بالإضافة إلى تعزيز النمو الاقتصادي في المنطقة المحيطة بها. كما تُعد خطوة مهمة في دعم التحول الحضري لمنطقة بوتوماك يارد من منطقة صناعية إلى مجتمعات حضرية نابضة بالحياة.